# Jerry Jemmott
Gerald Joseph Stenhouse "Jerry" Jemmott né le 22 mars 1946 dans le Bronx à New York, est un bassiste américain. Il est aussi connu comme Gerald "Fingers" Jemmott, Rasan Mfalme ou "the Groovemaster". Jemmott était un bassiste de session studio, de la fin des années 1960 et du début des années 1970. Il travailla avec des musiciens et artistes soul, blues, et jazz.

## Biographie
Jemmott joue de la contrebasse quand il découvre à dix ans Paul Chambers. Il commence sa carrière à 12 ans lorsqu'il bascule vers la basse électrique ; il est découvert par le saxophoniste King Curtis en 1966. Avec cette connexion via Curtis à Atlantic Records, Jemmott rapidement enregistre avec d'autres artistes de Atlantic comme Aretha Franklin, Ray Charles, Wilson Pickett, The Rascals, Roberta Flack et Margie Joseph. Jemmott enregistre également avec des artistes blues comme B.B. King, Freddie King, Chuck Berry, Duane Allman, Otis Rush, Champion Jack Dupree, Mike Bloomfield and backed jazz artists Herbie Hancock, Freddie Hubbard, Erroll Garner, Les McCann, Eddie Harris, Houston Person, George Benson, Archie Shepp, Lionel Hampton, Herbie Mann, Eddie Palmieri et Charles Earland. Il joue la ligne de basse pour "Mr. Bojangles", et contribue au succès de l'album de B.B. King nommé The Thrill Is Gone.

## Discographie

### Solo
- New York View (P-Vine Records, 25 décembre 1995)
- Make It Happen! (Whatchagonnado? 2005)
- Home Cookin' (Whatchagonnado? 2006)
- Bass on the Case (Whachagonnado? 2009)

### Bassiste
avec Candido Camero
- Beautiful (Blue Note, 1970)

avec Eddie Harris
- Second Movement (Atlantic, 1971) - avec Les McCann

avec Richard Holmes (musicien)
- Comin' on Home (Blue Note, 1971)

avec Houston Person
- Houston Express (Prestige, 1970)

avec Shirley Scott
- Shirley Scott & the Soul Saxes (Atlantic, 1969)

avec Mike Bloomfield et Al Kooper
- Fillmore East: The Lost Concert Tapes 12-13-68 (Columbia, 2003)

avec Aretha Franklin
- Aretha Now (Atlantic, 1968)
- Soul '69 (Atlantic, 1969)
- Live at Fillmore West (Atlantic, 1971)
- Hey Now Hey (The Other Side of the Sky) (Atlantic, 1973)
- Aretha's Jazz (Atlantic, 1984)

avec George Benson
- Tell it Like it Is (A&M, 1968)
- The Other Side of Abbey Road (A&M, 1970)
- Tell it Like it Is (A&M, 1968)